# Allochrocebus preussi
Allochrocebus preussi is een zoogdier uit de familie van de apen van de Oude Wereld (Cercopithecidae). De wetenschappelijke naam van de soort werd voor het eerst geldig gepubliceerd door Paul Matschie in 1898.

## Voorkomen
De soort komt voor in de regio rond Mount Cameroon.

## Ondersoorten
De soort heeft twee ondersoorten:
- Allochrocebus preussi preussi (Matschie, 1898) – komt voor in de bergen van Zuidwest-Kameroen en Zuidoost-Nigeria.
- Allochrocebus preussi insularis (Thomas, 1910) – komt voor op het eiland Bioko.